# Ll
Ll – dwuznak występujący między innymi w języku hiszpańskim, gdzie do 2010 roku traktowano go jako oddzielną literę alfabetu.
W języku hiszpańskkim dwuznak ll tradycyjnie wyrażał głoskę /ʎ/ (palatalna lateralna). Dźwięk ten zanikł na większości obszarów Ameryki, z wyjątkiem dwujęzycznych obszarów, na których mówi się w keczua lub w innych językach rdzennych Ameryki, posiadających ten fonem w swojej fonetyce. Obecnie zanika także w Hiszpanii, ale podobnie: z wyjątkiem dwujęzycznych obszarów języka katalońskiego lub innych języków, w których obecne jest /ʎ/. Na większości obszarów fonem ten upodabnia się do /j/. Zjawisko to nazywane jest yeismo. W argentyńskim dialekcie rioplatense /j/ i /ʎ/ są na ogół wymawiane jak /ʒ/ (palatalna dźwięczna szczelinowa), w sposób zbliżony do polskiego ź. Zjawisko to nazywa się žeismo.
Obecnie w języku hiszpańskim, podobnie jak w wielu innych językach, znak ten uważany jest za ele doble (podwójne l) - nie zaś osobną literę alfabetu. Wyjątek stanowi keczua, w którym nadal jest traktowany jako jedna z liter alfabetu.
Występuje także w języku albańskim, w którym oznacza spółgłoskę półotwartą boczną dziąsłową welaryzowaną (kresowe ł w języku polskim).